# The Oath of a Viking
Pour plus de détails, voir Fiche technique et Distribution.
The Oath of a Viking (« Le Serment d'un Viking ») est un film américain réalisé par J. Searle Dawley, sorti en 1914. 
Ce film muet en noir et blanc, tourné aux Bermudes, se déroule à l'époque viking.

## Fiche technique
- Titre original : The Oath of a Viking
- Réalisation : J. Searle Dawley
- Scénario : J. Searle Dawley
- Directeur de la photographie : Charles Rosher
- Société de production : Pasquali American Company
- Société de distribution : Picture Playhouse Film Company
- Pays de production :  États-Unis
- Langue : anglais
- Format : Noir et blanc – 1,33:1 – 35 mm – Muet
- Genre : film d'aventure
- Longueur de pellicule : 900 m (3 bobines)
- Année : 1914
- Date de sortie :
  - États-Unis : août 1914

## Distribution
- James Gordon : le roi viking
- Betty Harte : Lydia, la fille du roi
- Frank Sidwell : Nordo, le guerrier
- Fred Turner : Olaf, le rival de Nordo